# Jeet (film, 1996)
Pour les articles homonymes, voir Jeet.
Pour plus de détails, voir Fiche technique et Distribution.
Jeet (जीत, littéralement « victoire ») est un film indien réalisé par Raj Kanwar et produit par Sajid Nadiadwala, sorti en 23 août 1996. Le film met en vedette Salman Khan, Sunny Deol et Karisma Kapoor, entourés de Tabu, Amrish Puri, Dalip Tahil et Alok Nath.
Le film a remporté un succès avec des recettes de 745 600 000 roupies en Inde.

## Terrain
Kajal (Karisma Kapoor) est la fille innocente, vertueuse et juste du professeur Sidhant Sharma (Alok Nath). À l'autre bout du spectre, Karan (Sunny Deol) est un criminel travaillant pour Gajraj Chaudhry (Amrish Puri). Le film commence avec Gajraj ordonnant à Karan de tuer un journaliste pour avoir écrit des choses négatives à son sujet (Gajraj), ce que Karan fait consciencieusement - dans un marché rempli de monde (y compris Kajal et son père). Le père de Kajal signale le crime. Karan le découvre et fait irruption dans la maison de Kajal et Sidhant - vraisemblablement pour tuer Sidhant - et commence à le battre. Dans une tentative désespérée de le faire arrêter, Kajal gifle Karan. Ils établissent un contact visuel, le ravissant visiblement, et il quitte leur maison.
Karan se rend chez Tulsi (Tabu), qui travaille comme prostituée (et est amoureuse de Karan). Là, il est démontré qu'il est incapable d'oublier Kajal, ou plus précisément, ses yeux. Karan commence à traquer Kajal et elle commence à avoir peur. Un jour, alors que Kajal quitte le temple, il la coince. Kajal se sent déshonoré et s'en prend à lui, critiquant son comportement et disant qu'il ressent simplement de la convoitise pour elle. Karan se sent dégoûté par cela et part.
Karan se révèle alors avoir un côté doux lorsqu'il sauve un enfant - nommé Timepass - d'être maltraité par les clients d'un bar. Se rappelant lui-même (dans ce Timepass se révèle être un orphelin et n'a d'autre choix que de travailler), Karan décide d'accueillir l'enfant.
La prochaine fois que nous verrons Kajal, elle et d'autres femmes seront dans un bus. Ils sont harcelés et Karan intervient pour les sauver. Kajal, après avoir vu son courage et sa nature serviable, commence à tomber amoureux de Karan. Elle se lie d'amitié avec Timepass, dont elle apprend plus sur Karan. Elle l'approche avec l'aide de Timepass et commence à le rencontrer régulièrement. Elle se rend compte qu'il a eu une vie difficile et qu'il s'est trompé de chemin. Avec les encouragements de Kajal, Karan abandonne sa vie criminelle pour être avec Kajal. Quand il parle de lui et de Kajal à Tulsi, elle a le cœur brisé mais décide de rester son amie.
Raju (Salman Khan) est alors présenté comme le fils de l'ami d'enfance de Sidhant, Ramakant Sahaye (Dalip Tahil). Il est dépeint comme un insouciant, avec une nature coquette. Il est révélé que Ramakant et Sidhant avaient conclu un pacte, dans lequel Kajal et Raju se marieraient. Kajal le découvre par l'intermédiaire de son père. Elle avoue rapidement son amour pour Karan et refuse d'épouser Raju. Sidhant souffre d'une crise cardiaque majeure lorsqu'il apprend cela. Pour réitérer, Kajal est juste. Elle considère qu'épouser Raju est son devoir envers son père et accepte d'épouser Raju. Karan découvre qu'il se rend chez Kajal pour mendier son amour, mais Kajal le rejette et lui demande de l'oublier.
Kajal épouse Raju (il est important de noter que Karan ne sait pas que Kajal est marié à Raju; il sait juste qu'elle est mariée à quelqu'un). Karan ne parvient pas à empêcher le mariage et retourne à un style de vie criminel.
Avec le temps, Kajal tombe également amoureux de Raju. Ils retournent en Inde après la lune de miel, où Kajal découvre qu'elle est enceinte après s'être évanouie lorsqu'elle surprend la dispute de Raju et de son père au sujet de leurs affaires illégales. Elle, cependant, est mécontente que leur enfant grandisse dans un environnement criminel. Raju admet qu'il n'était pas au courant des actes de son père, et lui et Kajal décident de quitter la maison de Ramakant pour offrir à leur enfant un environnement sûr dans lequel grandir.
Gajraj craint alors que Raju ne devienne un danger pour son entreprise et ordonne à Karan de tuer Raju. Karan se rend chez Raju pour le tuer. Là, il rencontre Kajal et apprend la vérité, décidant de protéger Raju à tout prix pour le bien de Kajal.
Un jour fatidique, Raju est attaqué par des tueurs à gages et est sauvé par Karan, qui ramène Raju chez lui. Raju se réveille de son état inconscient juste à temps pour entendre Kajal s'excuser auprès de Karan pour la façon dont elle l'a traité. Raju comprend leur situation et respecte l'amour passé de Kajal pour Karan. Il loue également l'accomplissement par Kajal de son «dharma» envers lui. Il promet à Karan que si leur enfant s'avère être un garçon, ils lui donneront le nom de Karan.
Nous entrons dans l'apogée du film lorsque Raju, Kajal et Karan sont attaqués par les hommes de main de Gajraj lorsque Kajal souffre de douleurs de travail. Karan, remarquant cela, emmène Raju et Kajal au bordel de Tulsi, demandant l'aide de Tulsi pour accoucher l'enfant en toute sécurité. Les hommes de main (avec Gajraj en remorque) les poursuivent jusqu'au bordel, forçant Karan et Raju à se livrer à une bagarre avec eux. Vers la fin du combat, Gajaraj est sur le point de tirer sur Raju lorsque Karan intervient et prend les photos lui-même. Timepass (qui était également là, soit dit en passant) donne alors une arme à feu à Karan, et il tire sur Gajraj avec, le tuant. Karan meurt au moment exact où Kajal accouche de son bébé. Le film se termine avec Raju tenant leur fils, que Kajal appelle avec le nom de "Karan".

## Synopsis
Karan (Sunny Deol), criminel au service de Gajraj Chaudhry, tombe amoureux de Kajal (Karisma Kapoor). D'abord réticente, celle-ci finit par répondre à son amour et Karan abandonne ses activités criminelles pour une vie honnête. Mais Raju (Salman Khan) rentre d'Amérique et épouse Kajal qui rompt avec Karan. Celui-ci, le cœur brisé, rend de fréquentes visites à une courtisane, Tulsibai (Tabu), et retombe dans la délinquance.
Cependant, Raju découvre les activités illégales de son père et de son oncle Gajraj et entreprend de les combattre. Karan se voit alors confier la mission d'exécuter Raju, ce qui lui offrirait la possibilité de se débarrasser du mari de la femme qu'il aime.

## Fiche technique
Sauf indication contraire, les informations mentionnées dans cette section peuvent être confirmées par la base de données cinématographiques IMDb,  présente dans la section « Liens externes ».
- Titre : Jeet
- Titre original : जीत
- Réalisation : Raj Kanwar
- Scénario : Raj Kanwar
- Dialogues : Amrik Gill
- Maquillage : Devendra Nivergi
- Photographie : Harmeet Singh
- Montage : A. Muthu
- Musique : Koti, Nadeem-Shravan
- Paroles : Sameer
- Production : Sajid Nadiadwala
- Sociétés de production : Nadiadwala Grandsons'
- Sociétés de distribution : B4U Entertainment
- Pays d'origine :  Inde
- Langues originales : Hindi
- Format : Couleurs - 2,35:1 - Dolby Digital - 35 mm
- Genre : Action et romance
- Durée : 180 minutes
- Dates de sortie :
  -  Inde : 23 août 1996

## Distribution
- Sunny Deol : Karan Bansal
- Karisma Kapoor : Kajal Sharma Sahay
- Salman Khan : Rajnath « Raju » Sahay
- Amrish Puri : Gajraj Choudhary
- Dalip Tahil : Ramakant « Rama » Sahay
- Alok Nath : Pr Sidhant Sharma
- Ashish Vidyarthi : l'officier de police
- Memon Mohsin : Timepass
- Johnny Lever :  Piajee
- Mohan Joshi : Pitamber
- Tabu : Tulsibai